# الجزائر خلال العهد العثماني
الجزائر في عهد الدولة العثمانية (1514-1830). الأتراك ينتمون إلى قبائل الغز التركستانية بقلب آسيا هاجروا موطنهم الأصلي بأذربيجان، واتجهوا غربا إلى شبه جزيرة آسيا الصغرى (الأناضول) وكوّنوا دولتهم في نهاية القرن الثالث عشر سنة 1288م على حساب الدولة البيزنطية، ومن هناك عبروا بحر مرمرة ومضيقي البوسفور والدردنيل، ورموا بكل ثقلهم في شرق أوروبا، وأطاحوا بالدولة البيزنطية واستولوا على عاصمتها بيزنطة في عهد السلطان محمد الثاني الفاتح عام 1453م، واتخذوها عاصمة لهم، ثم أخذوا يوسعون رقعة دولتهم على حساب الإمارات المسيحية الأخرى، البلغارية، والمجرية، والرومانية، واليونانية.
وفي السبعين سنة التي تلت فتح مدينة القسطنطينية، ركز الأتراك على تدعيم وجودهم بشرق أوروبا، وحاولوا غزو بلاد فارس، وسيطروا على الشام عام 1516م، ومصر عام 1517م وتسلموا منصب الخلافة الإسلامية من آخر الخلفاء العباسيين بها في نفس العام، واكتسبوا بذلك احترام وتقدير الشعوب الإسلامية، وجمع سلاطينهم بين السلطتين، الدينية والزمنية.
وفي عهد السلطان سليمان القانوني، توغل الأتراك العثمانيون في شرق أوروبا عبر نهر الدانوب، حتى وصلوا إلى مدينة فيينا في وسط أوروبا وفرضوا عليها الحصار مرتين: الأولى في القرن السادس عشر 1529م والثانية في القرن السابع عشر 1683م، وتوغلت أساطيلهم في غرب البحر المتوسط حتى وصلت إلى شواطئ إسبانيا.
وقد بلغ الأتراك أوج قوتهم، في الوقت الذي اشتد فيه الصراع بين فرانسوا الأول ملك فرنسا، وشارلكان ملك إسبانيا، وإمبراطور الإمبراطورية المقدسة.
وكانت شعوب أوروبا الشرقية في هذه الفترة ضعيفة، اكتفت بالدفاع والمقاومة المحدودة فحسب، واستعانت بقراصنة البحر، وقوات شارلكان الإسباني وبعض الدويلات الإيطالية، وعلى رأسها البندقية وفرسان مالطة. فاحتاط الأتراك العثمانيون للأمر، وأذنوا لبعض رجال البحر بارتياد الحوض الغربي للبحر المتوسط لمقاومة أساطيل القراصنة الأوروبيين واعتداءاتهم وذلك لهدفين رئيسيين:
- الأول: الدفاع على موانئ المغرب الإسلامي الساحلية وحماية سكانها وتقديم العون والمساعدة لمسلمي الأندلس المضطهدين والمطاردين.
- الثاني: إشغال أساطيل قراصنة أوروبا، والإسبان خاصة، عن المشاركة في حروب شرق البحر المتوسط التي يتحمس لها البابوات، ويدعون لعلميتها ضد المسلمين عامة، والأتراك خاصة.

فالتحق بهذا الحوض الغربي للبحر المتوسط أبناء صانع الفخّار يعقوب بن يوسف، الثلاثة، وهم عروج، وخير الدين، وإسحاق، منذ حوالي عام 1502م تقريبا واستحدثوا لأنفسهم أسطولا بحريا هاما، وشرعوا في مواجهة القراصنة الأوروبيين انطلاقا من جزيرة جربة، والمهدية، وحلق الوادي، وجيجل.
وأثمرت جهودهم وأعمالهم بمرور الزمن خاصة بعد أن استقروا بمدينة الجزائر عام 1516م وضموها هي وباقي بلاد المغرب الأوسط إلى الدولة العثمانية كنيابة جديدة تابعة لها ابتداء من عام 1518م، فبرزت الجزائر الحديثة لتلعب دورها الموجه في الأحداث العالمية بهذا الحوض البحري العظيم غربه، وشرقه، شماله وجنوبه لعدة قرون.

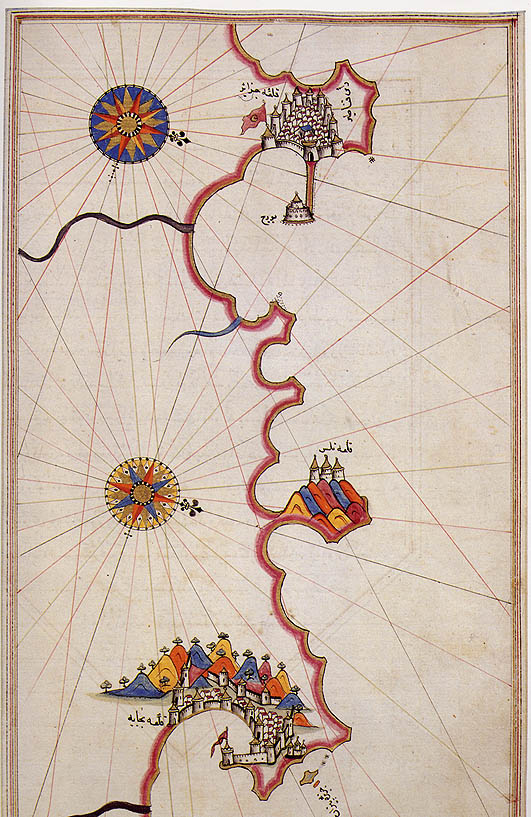
خريطة تاريخية عثمانية تصور الساحل الجزائري،مدن الجزائر وبجاية ودلس. رُسمت الخريطة في القرن السادس عشر الميلادي على يد محيي الدين بيري ريس.

## التواجد العثماني في الجزائر

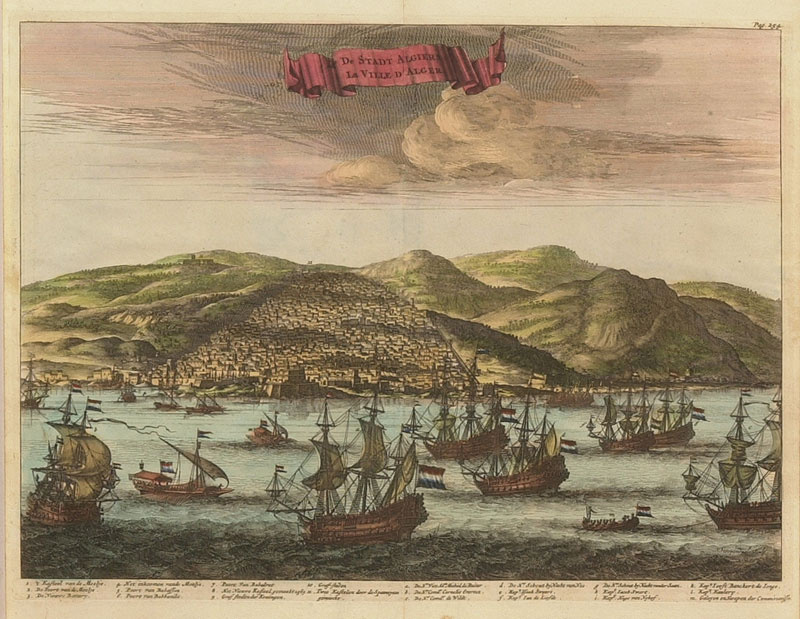
الجزائر حوالي العام 1680

### الغزو الاسباني لموانيء الجزائر
كان لضعف دولة بني زيان تأثير سيئ على أوضاع الجزائر فانقسمت على نفسها إلى إمارات صغيرة مفككة متناحرة، أمثال: إمارة جبل كوكو ببلاد القبائل،والإمارة الحفصية بقسنطينة، وامارة الذواودة بالحضنة والزاب، وإمارة بني جلاب بتقرت ووادي ريغ، وإمارة بني يزناسن وفقيق بالحدود الغربية، وإمارة الثعالبة بجزائر بني مزغنة ومتيجة.
وشجع هذا التفكك الأسبان للقيام بغزو موانئها ومدنها الساحلية والسيطرة عليها واحدة بعد الأخرى وفق مشروع استعماري واسع يهدف إلى استعمار المغرب العربي كله، ممهدين له بحركة جوسسة واسعة. فكلف الكاردنال كزيميناس شخصًا يدعى لوراندودي باديا، بمهمة التجسس في مملكة تلمسان الزيانية وذهب إليها في زي تاجر مسلم، وبصحبته البندقي الإيطالي جيرونيمو فيينالي، وبقي ما يقرب من عام جمع المزيد من المعلومات، ثم شرعت اسبانيا في إعداد خطة الغزو على الشكل التالي:

#### احتلال المرسى الكبير ووهران

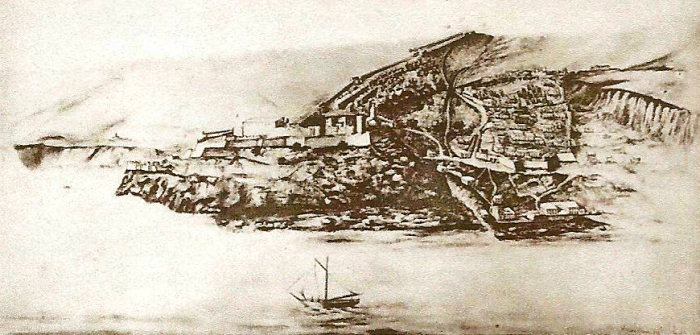
مدينة وهران سنة 1750م

ففي شهر سبتمبر من عام 1505 أعد الملك الأسباني «الكاردنال كزيميناس» حملة عسكرية أسند قيادتها إلى (دون دييقو فيرنانديز) وكلفه بالهجوم على المرسى الكبير الذي كان يستقر به عدد كبير من مسلمي الأندلس المطرودين. فهجم عليه يوم 9 من نفس الشهر واحتله بعد معارك دامية، وبخيانة بعض من لا ضمير لهم، وارتكب الأسبان مجازر رهيبة تؤكد مدى الحقد الديني الدفين في قلوبهم ضد المسلمين آنذاك. وبعد حوالي خمس سنوات وجه الأسبان ضربتهم الثانية إلى مدينة وهران، فأعدوا حملة ضخمة خرجت من قرطاجنة بإسبانيا يوم 16 ماي 1509 بقيادة «الكاردينال كزيميناس» نفسه ووصلت إلى وهران يوم 19 من نفس الشهر وفرضت عليها الحصار حتى استولت عليها بفضل خيانة بعض ضعفاء الذمة والسماسرة اليهود كذلك، وفعلوا فيها ما فعلوه بالمرسى الكبير من تقتيل وتخريب وهتك للأعراض. وبعد هذا النجاح عين الأسبان أحد قراصنتهم وهو «بيدو نافارو» حاكما عاما عليها وعلى المرسى الكبير ومملكة بني زيان التلمسانية التي أعلنت خضوعها لهم وهو ما يؤكد نيتهم في احتلال البلاد كلها.

#### احتلال بجاية
ولم يتوقف الأسبان عند هذا الحد، بل أخذوا يتحرشون ضد مدينة بجاية التي كانت تخضع لأمير حفصي تابع لإمارة قسنطينة الحفصية يدعى عبد الرحمن، وينافسه في الحكم أخوه عبد الله، فشنوا عليها حملة كبيرة يوم 5 يناير 1510 واحتلوها بعد أن فتكوا بأهلها وخربوا الكثير من آثارها ومعالمها التاريخية الإسلامية.
واحتلوا في نفس العام عنابة، وطرابلس الغرب، ولكنهم فشلوا في احتلال جزيرة جربة، وقرطاج التونسية، وخافت الدولة الحفصية بتونس مغبة الأمر من الأسبان بعد احتلالهم لبجاية، فتقرب سلاطينها منهم وأعلن السلطان الحفصي أبو عبد الله قبوله لدفع إتاوات عالية لهم كعنوان للخضوع والاستسلام.

#### التمركز أمام مدينة الجزائر

حصن الصخرة (الجزائر) على السواحل الجزائرية

وكما ارتاع الحفصيون بتونس من الأسبان، شعر بالخطر كذلك سكان مدينة الجزائر وتوجسوا من أن يهاجمهم الأسبان بين حين وآخر بعد أن أصبحوا بين فكي كما شتهم تقريبا من بجاية ووهران وكذلك رأوا أن يظهروا للأسبان رغبتهم في الأمن والسلام، فوجهوا وفدا إلى بيدرو نافارو ببجاية تعهد له بإطلاق سراح الأسرى المسحيين ومسالمة القوات الأسبانية في البحر، ودفع إتاوة مالية سنوية للأسبان في بجاية بقدر مبلغها بنفس المبلغ الذي كانت تدفعه مدينتهم لبجاية الحفصية قبل ذلك. وفي مقابل هذا لا يتعرض الأسبان بسوء لمدينة الجزائر. وأكثر من هذا سافر وفد جزائري آخر إلى إسبانيا عام 1511 وتنازل للأسبان عن الجزر الساحلية المواجهة لمدينة الجزائر ليقيموا عليها حصونا ومراكز لهم فأسسوا في إحداها حصناً كبيراً  أصبح يدعى حصن الصخرة وصار شوكة حلق هذه المدينة يهدد أمنها وسلامتها باستمرار.

#### إخضاع مستغانم
وعلى غرار هذا، فعلت مستغانم، ومزغران، بالناحية الغربية قرب وهران فشعر سكانها بالخطر وقدموا عام 1511 فروض الطاعة والولاء للإسبان بوهران وبذلك أحكم الأسبان قبضتهم على سواحل الجزائر الشرقية والغربية كما اخضعوا إمارة بني زيان بتلمسان وصاروا يتلاعبون بأمرائها ومستقبلها.

#### ظهور الإخوة الأتراك عروج وخير الدين وإسحاق
عروج وخير الدين وإسحاق أبناء لأب من أصل تركي بإقليم الروملي اسمه يعقوب بن يوسف كان يقطن بجزيرة مدلي (ميتلان) في الأرخبيل اليوناني، ويحترف صناعة الفخار، وله زيادة على الأبناء الأولين ولد آخر هو محمد إلياس. وولد عروج حوالي عام 1473م وخير الدين في العام الموالي وكان عروج وخير الدين يبيعان الفخار لأبيهما في الجزائر اليونانية بواسطة بعض المراكب، وفي إحدى المرات وقع عروج أسيرا وبيع عبدا لشخصين بجزيرة رودس. وفي أثناء توجه إلى مصر كمجدف في سفينة تحمل أسرى مسلمين جرى افتداؤهم بالمال، واغتنم فرصة حدوث زوبعة بحرية ففر من المركب وانتهى به المطاف إلى أضاليا بإمارة (قرمان) حيث تعرف على شخص اسمه: علي بوراس استرقه وصاحبه معه إلى مصر وكلفه بقيادة مركب بحري يحمل الأخشاب لصنع السفن، ولسوء الحظ اعترضه بعض قراصنة جنوة الإيطاليين وأحرقوا له سفينته فعاد إلى أضاليا وتعرف بالأمير قرقود شقيق السلطان سليم. فأكرم مثواه لما لاحظه عليه من سمات البطولة والنخوة، وجهز له سفينة للجهاد في البحر المتوسط الشرقي ضد القراصنة المسيحيين، وساقته الظروف إلى جزيرة جربة جنوب شرق تونس حوالي عام 1504 فاستقر بها ولحق به أخواه خير الدين (خخسرف-الخضر) وإسحاق وأصبح لديهم حوالي اثنتي عشرة سفينة، واتفق مع الأمير الحفصي أبي عبد الله محمد علي أن يسمح لهم بجعل جربة مركزا لأسطولهما، ويفتح كل المواني التونسية لهم عند الضرورة مقابل خمس الغنائم التي يغنمونها في البحر، فأخذوا يجاهدون ضد القراصنة المسيحيين وبخاصة الأسبان منهم والبرتغاليين. ولما كانت جربة بعيدة عن ميدان الجهاد الحقيقي في الحوض الغربي للبحر المتوسط حيث كثرت هجمات الأسبان على السواحل الأفريقية فقد اتفقوا مع الأمير الحفصي على نقل مركزهم العسكري من هناك إلى حلق الوادي في أقصى شمال شرق تونس في نفس العام تقريبا.

#### محاولة تحرير بجاية من الإسبان
ابتداء من عام 1512 بدأ نجم الإخوة الأتراك يخترق الآفاق، وأخذ الناس يسمعون عن انتصاراتهم الرائعة ضد القراصنة الأسبان في عرض البحر وفي شواطئ الأندلس نفسها. ولذلك اتصل بهما علماء وأعيان بجاية، وأمير قسنطينة الحفصي أبو بكر في نفس العام، واستصرخهم للنجدة ورفع كابوس الأسبان عن بجاية فلبوا الرغبة وزحفوا على المدينة بعمارة بحرية من حلق الوادي، ولكنهم لم يصادفوا نجاحاً بسبب تحصينات الأسبان القوية وتعاون قلعة بني عباس مع الأسبان، وجرح عروج أثناء محاولة اقتحام المدينة، مما اضطر  المشرفون على علاجه أن  يقطعوا ذراعه بعد أن استعصى عليهم علاجها.

#### التمركز في مدينة جيجل
وقد أثرت خيبة بجاية في نفس عروج، وأدرك أن تمركزهم بحلق الوادي يبعدهم عن ميدان المعركة ولا يساعد على التفوق على الأسبان، ولذلك قرروا البحث عن مركز جديد لهم يكون قريبا من بجاية ووجدوا أن جيجل أحسن مكان لهما للتمركز والاستعداد، وكانت مدينة جيجل محملة من طرف قراصنة جنوة الإيطاليين منذ عام 1260 كمركز تجاري بين أفريقيا وإيطاليا، ثم هجم عليها أندريا دوريا الذي كان في خدمة فرنسا عام 1513، واحتلها وسنحت الفرصة لعروج وأخيه عندما استنجد بهما سكانها فحملا عليها وانتزعاها منه منذ عام 1514 ونقلا إليها مركزهما من حلق الوادي وأصبحا على مقربة من بجاية.

#### إعادة الكر على بجاية
بعد الاستقرار في مدينة جيجل اهتم عروج وإخوته بأمر المسلمين المضطهدين بالأندلس فأخذوا يترددون بأسطولهما على شواطئ الأندلس وينقلان المهاجرين إلى شمال أفريقيا ولم يكتفوا بهذا فأغار خير الدين على جزر البليار وأسر ما يقرب من ستة ألف أسير أسباني كانتقام من الأسبان. ونظرا للنجاح الذي حققه عروج بجيجل فقد بايعه سكانها أميرا عليهم واستحثه شيوخ القبائل وأمير جبل كوكو أحمد بن القاضي على إعادة الكرة على الأسبان في بجاية فنضم حملة عليهم عام 1514 بجيش بري وحاصرها ما يقرب من ثلاثة شهور دون جدوى واضطر إلى رفع الحصار، وكرر المحاولة في ربيع العام الموالي بقوة برية كبيرة ولكن نفاذ الذخيرة الحربية وامتناع الأمير الحفصي بتونس عن تزويده بالذخيرة اضطره إلى الانسحاب منها بعد أسر عدّة مئات من الأسبان 600. ومن حسن حظ عروج وإخوته في هذه الفترة أن السلطان العثماني بعث إليهم أربع عشرة سفينة ومجموعة من المجدفين المهرة وكمية من الأسلحة والذخائر جزاء الهدية الثمينة التي أرسلها له بعد فتح جيجل، وقد جاءت هذه الهدية في الوقت المناسب.

#### الاستقرار في مدينة الجزائر
تحولت القلعة والحصن العسكري الذي أنشأه الأسبان على الصخور المواجهة لمدينة الجزائر عام 1510 إلى وكر للجوسسة والتخريب يشن منه الأسبان دوما الغارات على المدينة، فيسلبون منهم أموالهم وأغنامهم ويعرضون باستمرار حياتهم للخطر الشديد مما جعلهم يعيشون في حالة استنفار دائم.
ونتيجة لذلك ذهب وفد من سكان المدينة إلى جيجل عام 1516 وشكا لعروج ما هم عليه من الضيق والخطر المحدق بهم وبمدينتهم باستمرار، وكان هو وأخوه يهيئان لضربة قاضية ضد الأسبان في بجاية. فخلف أمر بجاية وقرر إنجاد سكان مدينة الجزائر، وخرج عروج على رأس قوة برية بعضها من الأتراك وأغلبها من سكان القبائل، بينما قاد خير الدين أسطولا بحريا في نفس الاتجاه والتقيا معا بمدينة الجزائر واستقبلها السكان استقبالا حسنا وشرعا في الحال في قذف الحصن الأسباني بمدافعهما، وأثناء تلك المدة اتجه عروج إلى شرشال التي كانت تخضع لشخص تركي آخر اسمه قارة حسن كان يتعاون مع بعض المهاجرين الأندلسيين فقضي عليه، وسيطر على المدينة ثم عاد إلى مدينة الجزائر وبايعه السكان أميرا للجهاد في سبيل الله. فأثار ذلك حقد سالم التومي وأشياعه الذين كانوا يحتفظون بالسلطة في المدينة فحاولوا التآمر ضده ولكنه فطن للمؤامرة فقبض على سالم التومي وأغتاله في منزله وقيل في الحمام يوم جمعة.

#### الإسبان يتحركون

الجزائر العاصمة سنة 1585

اعتبر الأسبان استقرار عروج وأخويه بمدينة الجزائر خطرا شديدا عليهم وعلى مستقبلهم لا في هذه المدينة فقط وإنما في كل الشمال الأفريقي، ولذلك عزموا على مقاومتهم وتحطيم سلطتهم وطردهم وتحالفوا مع أمير تنس الخاضع لهم واستمالوا إليهم أشياع سليم التومي وبعض زعماء القبائل المجاورة للمدينة بواسطة عملائهم وجواسيسهم، وثم وجهوا من وهران حملة كبيرة بقيادة حاكمها الأسباني (دييقودو فيرا) وصلت إلى الجزائر أواخر سبتمبر 1516 ونزلت قرب باب الواد وتركهم عروج حتى نزلوا إلى البر ثم أخذ يناوشهم لاستنزاف قوتهم وطاقتهم وأغتنم فرصة تقهقرهم وظهور ريح شمالية فزحف بقواته عليهم وأغرق الكثير منهم وقتل البعض وأسر البعض الآخر. وكانت هزيمة وكارثة مهولة بالنسبة للإسبان، وانتصارا عظيما بالنسبة لعروج وإخوته وللسكان الذين لم يخفوا ابتهاجهم وفرحتهم في المدينة وأحوازها مما دفع سكان البليدة ومليانة والمدية ودلس، وبلاد القبائل إلى مبايعة عروج وإعلان الخضوع والطاعة له فامتد نفوذه وتوسع نتيجة لذلك.

#### تلمسان تستنجد
ولما كان موقف أمير تنس الزياني مخزيا لتعاونه مع الأسبان، فقد قرر عروج الانتقام منه، وإخضاع مدينته فذهب إليها على رأس قوات كبيرة واقتحمها في شهر جوان 1517، وافتكها منه، وقتله وطرد الأسبان المتمركزين بها ثم قسم مملكته الجديدة إلى قسمين قسم شرقي مركزه دلس ويشرف عليه أخوه خير الدين، وقسم غربي مركزه مدينة الجزائر ويحكمه هو نفسه. وبينما كان عروج في تنس ينظم أمورها ويصلح من شؤونها، حضر إليه وفد من سكان مدينة تلمسان ليشكوا له أوضاع بلادهم السيئة وتهديد الأسبان باحتلال مدينتهم بسبب اختلاف أمراء بني زيان على العرش والسلطة. فقد قام أبو أحمد الثالث بالاستيلاء على العرش في تلمسان بالقوة بعد أن طرد منه ابن أخيه أبا زيان الثالث ووضعه في السجن ولم يقنع بهذا فعمل على ممالأة الأسبان والتعاون معهم وقبول حمايتهم مما شجعهم على التدخل في الشؤون الداخلية للبلاد. لبّى عروج رغبة الوفد واستخلف أخاه خير الدين على مدينة الجزائر وأحوازها واتجه هو إلى تلمسان، ومر على قلعة بني راشد قرب معسكر فوضع بها حامية تركية كبيرة تحت قيادة أخيه إسحاق لتحمي ظهره، وواصل هو الزحف إلى تلمسان واستطاع بسهولة أن يتغلب على أبي حمو الثالث المتآمر وحشوده ودخل إلى المدينة وأخرج أبا زيان من السجن وأجلسه على عرشه من جديد. ولكن هذا السلطان سرعان ما تآمر على عروج وحاول أن يغتاله أو يطرده من البلاد مما دفع عروج إلى القبض عليه واغتياله. أما أبو حمو الثالث فقد ذهب إلى وهران ليطلب النجدة من أعدائه القدماء الأسبان، وهكذا تعاون الأسبان وأبو حمو مع بعض الموتورين بالبلاد وشنوا حملة على قلعة بني راشد واحتلوها وطردوا منها صاحبها إسحاق بن يعقوب ثم قتلوه في الطريق في أواخر جانفي/يناير/كانون ثاني 1518، وواصلوا السير إلى تلمسان وفرضوا عليها حصارا شديدا واضطر عروج أن يعتصم بالمشور عدة أيام. ثم غادرها ليلا في اتجاه بني يزناسن قرب ساحل البحر، ولكن الأسبان تفطنوا لخروجه وتتبعوه واغتالوه بين المالح (ريوصالادو) وزاوية سيدي موسى في نفس العام وحزوا رأسه وأرسلوه إلى إسبانيا حيث طيف به معظم مدنها ومدن أروبا الأخرى كما أرسلوا جلبابه الذي كان يلبسه إلى كنيسة القديس جيروم حيث اتخذوه شارة لهم.

#### إلحاق الجزائر بالدولة العثمانية

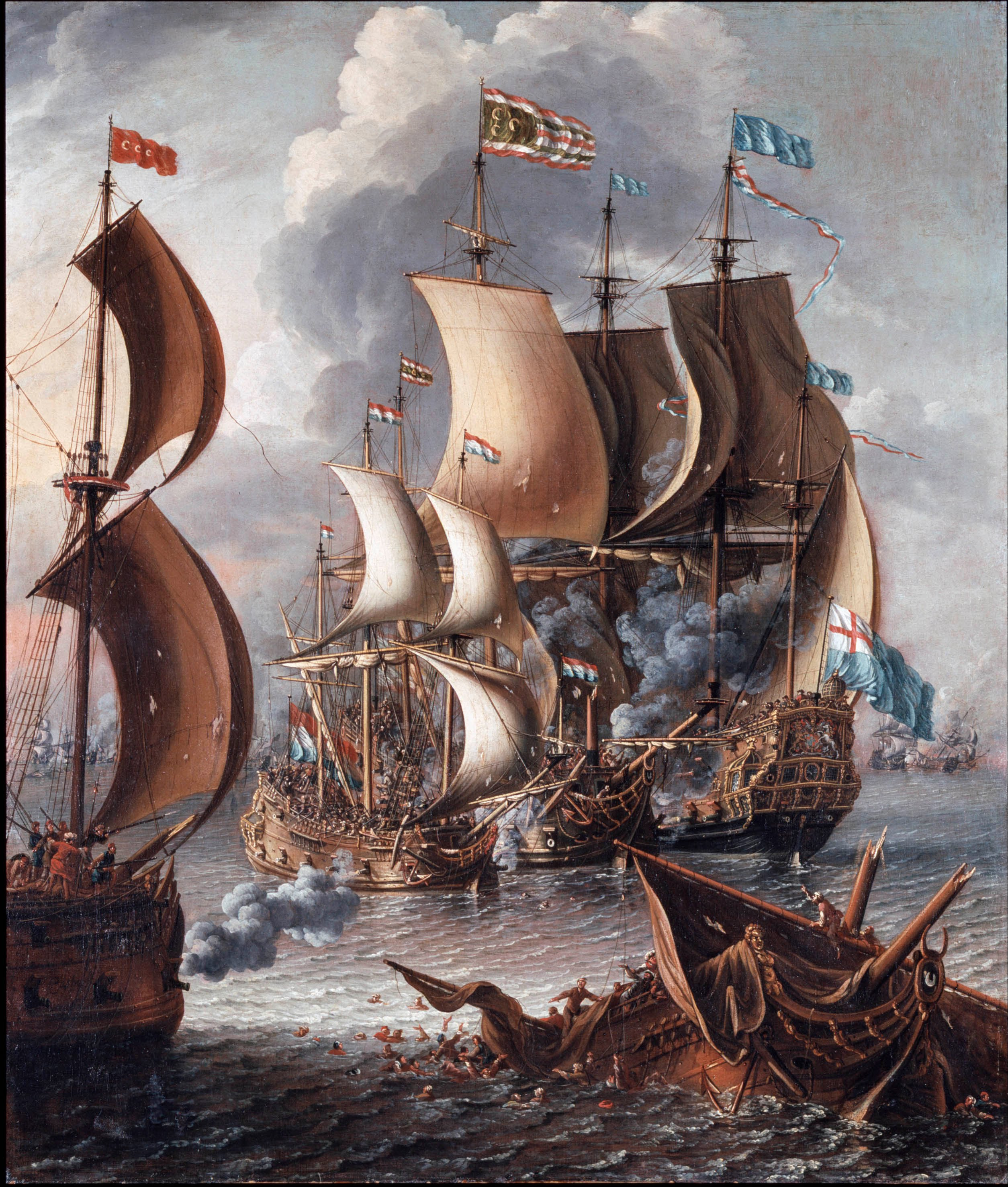
جانب من معركة بحرية بين الأسطول البربري الجزائري والأسطول الإنجليزي-الهولندي

بعد مقتل عروج، تحرج مركز أخيه خير الدين بالجزائر وأصبحت الأخطار تهدده من كل جانب في الداخل وفي الخارج. ففي الداخل كثر المعارضون ضده وتمرد عليه أحمد بن القاضي في جبل كوكو، وتمردت شرشال وتنس، وتواطأ بنو زيان من الأسبان، وتقاعس أمير تونس «الحفصي» عن مد يد المساعدة له، بل انه عزم على محاولة إخضاعه لسلطته واتضحت سوء نيته عندما رفض تزويد عروج بالذخيرة الحربية أثناء الحصار الثالث الذي فرضه على بجاية عام 1515م.
وفي الخارج كانت أخطار الأسبان بادية تهدد بابتلاع شمال أفريقيا كله بسبب تمركزهم في عدة نقاط من الساحل أمثال: وهران، وبجاية، وبتدخلهم المستمر في شؤون الإمارة الزيانية بتلمسان.
وهكذا وبسبب هذه العوامل كلها اعتزم خير الدين مغادرة الجزائر ليستأنف الغزو والجهاد ضد القراصنة في البحار حتى يبني قوته، ولكن عقال مدينة الجزائر وكبراءها ألحوا عليه بأن يبقى في المدينة. وعندئذ عرض عليهم فكرة ربط الجزائر بالدولة العثمانية وإدخالها ضمن أملاكها حتى تكسب نوعا من الحماية الدولية ويجد هو الحكمة وسيطرته على البلاد. وهذه الفكرة تدل على بعد نظر خير الدين لأن الجزائر سندًا بوسائلها الخاصة لا تستطيع أن تقف في وجه الزحف الأسباني، لأن الدولة العثمانية هي الدولة آنذاك التي بمقدورها أن تدعم سلطته وتمده بكل ما يحتاج إليه من مال وسلاح وعتاد ورجال. وقد استحسن كبار المدينة الرأي فأرسل خير الدين وفدا إلى السلطان سليم الأول عام 1518م، الذي كان موجودا بمصر، عرض عليه الفكرة وقبلها وأرسل إلى خير الدين التعيين كأول حاكم تركي على الجزائر بلقب (بايلر باي) مع مجموعة من الجنود الانكشاريين 200 وعدد من المدافع والذخائر الحربية وأذن لخير الدين بتجنيد عدد من المتطوعين ليساعدوه في حفظ الأمن والنظام.

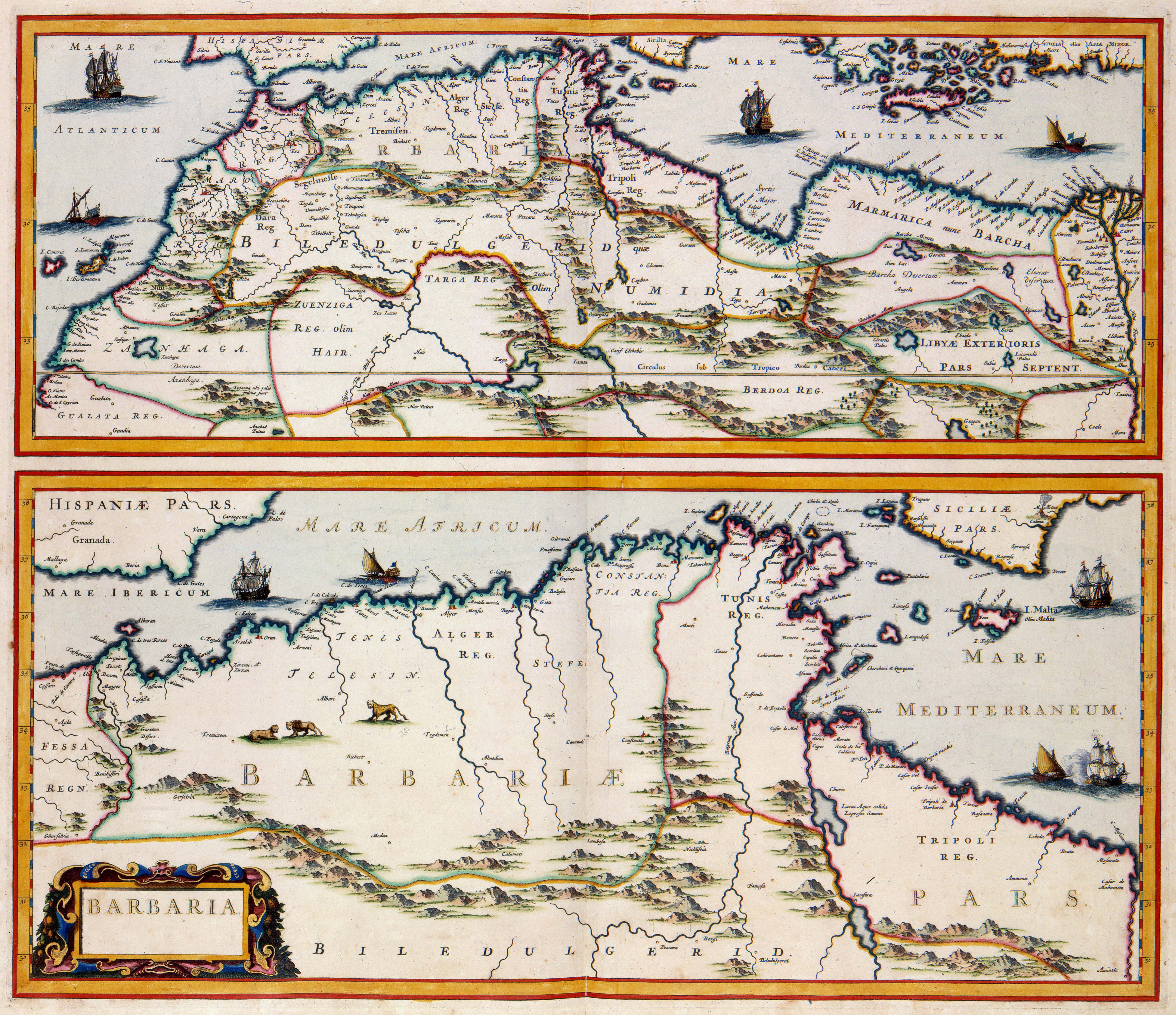
الساحل البربري والأسطول البحري الجزائري والأسد البربري وحدودها مع تونس ومملكة فاس سنة 1588م

وبذلك دخلت الجزائر تحت سيطرة الدولة العثمانية وأصبحت ضمن ولايتها واكسبها ذلك الوضع نوعا من الحماية ودرأ عنها كثيرا من الأخطار خاصة أطماع الأسبان.

### الحكم الذاتي

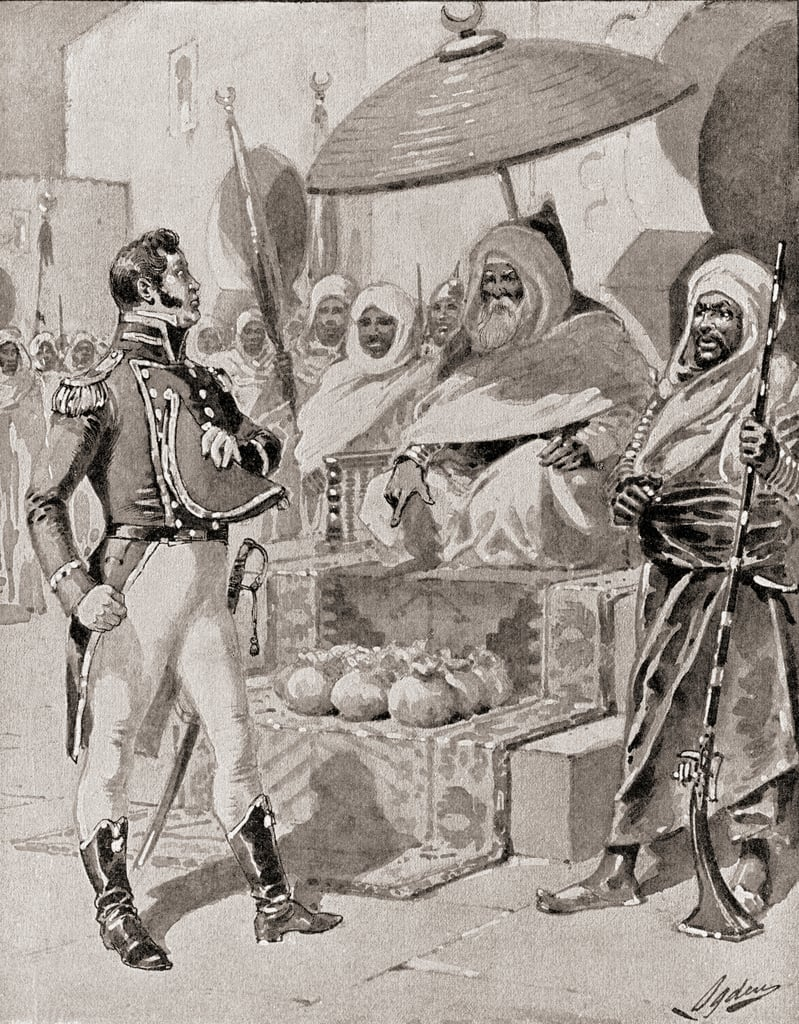
قنصل الولايات المتحدة الأمريكية يدفع الجزية لحاكم الجزائر

تدرّج الحكم التركي بالجزائر ليتوقف عند عهد آغا القمرين سنة 1659، حيث ينتخب الآغا حاكما من قبل الأوجاق أو طائفة الإنكشارية (القوى العسكرية البرية). "جمهورية عسكرية" سنة 1711 حيث يقدم الدّاي علي شاوش على رفض استقبال الموفد من إسطنبول لحكم الجزائر، ليتقرّر بذلك شبه استقلال الجزائر. بناء على ذلك، تتّجـه الجزائر في حركية تاريخية: "أنّ الجزائر ليست مستعمرة، إذ أن الأتراك لا يستحوذون الحصة التي يقتطعونها. إنّ الدّولة الجزائرية كيان مستقل وسيّد بدون منازع، تستجيب للمواصفات المعتمدة في القانون الدولي. فالشروط الكلاسيكية متوفّرة كلها لديها (إقليم، مجموعة بشرية، سلطة عمومية، استقلال فعلي واعتراف دولي)، لقد نجح الأتراك في مدّ الجزء الأوسط من المغرب باستقلالية سياسية وجغرافية تميّزها عن البلدان المجاورة منه، فقد توضّحت أكثر معالم حدودها الغربية والشرقية. وإذا ما ظلّت حدودها الجنوبية غامضة بفعل الصحراء، فإنّ ذلك لا يؤثر على وحدتها الإقليمية. وبجانب هذا التحديد الجغرافي، يضاف تحديد اقتصادي ذو طابع جبائي أساسا. ومع أواخر العهد التركي، يتّجـه الحكم في اتجاه إبعاد العنصر التركي منه بتمركز السلطة في أيدي الدايات، أي إقصاء الأقلية التركية والاستناد على العنصر الكرغلي في تسيير إدارة البايلك الجهوي، وحكم الباي أحمد في الشرق ومحمد الكبير بالغرب شاهد على ذلك. وأن الأتراك لم يكونوا وحدهم يستحوذون على فائض الإنتاج. ونتساءل هنا عمّن كان يتقاسم معهم فائض الإنتاج، هذا من جهة، ومن جهة أخرى، يمكن القول أن الدّولة التي أقاموها كانت تجمع الشروط المعتمدة للتعريف بالدولة ككيان، لكن يبقى هذا التعريف قائما من منظور العامل الخارجي ومن منظور القانون الدولي. لكن هذا لا يكفي لإقران صفة "الجزائرية" عليها، فلا بدّ من استكمال التعريف بعامله الدّاخلي حتّى يسمح لنا بإضفاء الطابع الوطني عليها. وعندما نستهدف تدقيق هذه المواصفات، نقف عند الملاحظات التالية:
أما الاعتراف الدولي، فهو شرط لا جدال فيه، وقد حظيت الدّولة التي أقامها الأتراك بالجزائر باعتراف دولي ثابت جعلها تبرم اتفاقات دولية باسمها في السلم أو الحرب، وكثيرا ما كانت تتعارض تلك الاتفاقيات مع سياسة الإمبراطورية العثمانية بناء على تناقض المصلحتين. ولقد امتدّ خطاب الاستقلالية الفعلية هذا إلى خطاب الرّحالة، الكتاب والمؤرّخين الأوربيين الذين لم يتحفّظوا في نعتها بهذه الصفة التي صيغت في عدّة تعابير مثل: «أيّالة الجزائر»، «الدّولة البربرية»، «الدولة الجزائرية» مملكة الجزائر.الخ.
وأمّا بالنسبة إلى الاستقلال الفعلي، فقد عبرت مبادرة علي شاوش في 1711، عن ممارسة الحكم التركي سلطته في اتجاه استقلال فعلي، لكن من الناحية المعنوية ظلّ الحكم مرتبطا روحيا بالآستانة في علاقة التّابع بالمتبوع، يلجأ إليها في السّراء والضّرّاء كلما اقتضى الحال ذلك. ويكفي في هذا الصّدد ذكر مراسلات الدّايات للسلطان العثماني من أجل دعمهم المادي في استجلاب الانكشارية للتدخّل من أجل فكّ المنازعات الدّاخلية، وأكبر دليل على تواصل هذا الارتباط السياسي هو موقف الباي أحمد في طلب استغاثة من العثمانيين لصدّ الاحتلال الفرنسي وبالمقابل رؤية العثمانيين لهذا الحدث التاريخي في أن الجزائر ما زالت تابعة لهم. وبغضّ النّظر عن هذا الجانب، فإنّ مثل هذا الاستقلال الفعلي لم تجن منه الجزائر ككيان منفعة بقدر ما انحصرت منافعه في الأقلية التركية الحاكمة بإعفائها من "إرسال الحصة التي يقتطعونها إلى إسطنبول.

### دايات الجزائر مع العثمانيين
نجد أن دايات الجزائر رفضوا عدة مرات توسط «الباب العالي» أحيانا بأدب جم لكن بحزم وجزم وأحيانا باستخدام كلمة مستحيل كما هي في هاتين الرسالتين من «الداي عمر» إلى الخليفة العثماني محمود الثاني.
الأولى بتاريخ 5 جمادى الثانية 1230ه‍ الموافق 16 ماي 1815م إذ جاء فيها «منذ ثلاثين سنة استحوذ بحارتنا على سفينة روسية وقد طلبها «محمد آغا» (وزير من قصر الباب العالي وأمر السلطان) كما أن بحارتنا استولوا على سفينة في جبل طارق و«محمد آغا» يطالب بها أيضا، نعلم حضرة سلطاننا انه من المستحيل إرجاع ذلك.
والرسالة الثانية إلى السلطان نفسه بتاريخ 6 جمادى الثانية 1230ه‍ الموافق ل 17 ماي 1815م يقول فيها: 
«إن بواخر مدينة «دوبروفونيك» (يوغسلافيا) قد اعترضت سفن القرصنة الفرنسية التي حاصرتها وقد تمكن ثلاثة من بحارة دوبروفونيك من الهرب والوقوع في أيدي البحارة الجزائريين الذين أوصلوهم للجزائر لعدم وجود أوراق رسمية تثبت جنسيتهم لقد اتصلنا برسالتكم التي طلبتم فيها إطلاق سراح هؤلاء غير أننا نعلمكم أنه يتعذر علينا ذلك لعدم وجود جوازات سفر معهم من جهة ومن جهة أخرى أن هدفهم محاربتنا) ويمضي الرسالة من داي الجزائر عمر بن محمد. 
بل وأكثر من ذلك فكم من مرة رد دايات الجزائر بعنف على مبعوثي الخلفاء العثمانيين بل وقنبلوا سفنهم للإنذار عند مغادرتهم ميناء الجزائر عندما كانوا يأتون ليتوسطوا لدول أوروبية شاركت في الحروب ضد الجزائر بل يحلفون وهم رافضون وساخطون عليهم وعلى وساطاتهم وموسطيهم فيعود مبعوثو الباب العالي بيد فارغة إلى سفراء فرنسا وإسبانيا وإيطاليا الذين ينتظرون الموافقة على أحر من الجمر نتائج توسط الخلفاء عند دايات الجزائر الغلاظ الصلاب ذوي الرؤوس الغليظة الذين كان طابعهم العناد والإصرار والمسارعة للضغط على الزناد كما وصفهم معظم المؤرخين المعاصرين لهم من الأمريكان والأوروبيين.

## روابط خارجية
- الجزائر في ظل الحكم التركي العثماني (1518م -1830م) (مدونة الدكتورة بوزيفي وهيبة)